# Trophime Bigot
Trophime Bigot (1579, Arlés-1650, Aviñón) fue un pintor barroco francés, identificado con el «Maestro de la vela» (Maître à la chandelle).

## Biografía
Trophime Bigot nació en Arlés en 1579 donde recibió su formación artística. Entre 1620 y 1634, pasó muchos años en Italia en particular en Roma. Se encuentra en Arlés para el año 1634 donde realizó los cuadros de Saint Laurent condamné au supplice (San Lorenzo condenado al suplicio) y una Assomption de la Vierge (Asunción de la Virgen) para dos iglesias locales. Propietario en Camargue, explota allí sus bienes. De 1638 a 1642, vivió en Aix-en-Provence donde pintó otra Asunción de la Virgen. Regresa a Arlés y divide desde entonces sus actividades entre su ciudad natal y Aviñón, donde murió en 1650.

## Obras
Ha sido calificado como Maître à la chandelle (Maestro de la vela) debido a sus numerosos cuadros bañados por cierta claridad dentro de un estilo cercano al de Georges de La Tour. No obstante, no es segura la atribución de la cuarentena de obras que se consideran suyas, repartidas por diversos museos.
Se le atribuyen las siguientes obras que han llegado a nuestros días:
- Saint Sébastien soigné par Irène (San Sebastián cuidado por santa irene) (Burdeos, Museo de Bellas Artes)
- Joven con una vela (Roma, Palazzo Doria-Pamphili)
- Vanité (Vanidad) (Roma, Palacio Barberini)
- Saint-Jérome (San Jerónimo) (Roma, Palacio Corsini)
- Saint-Laurent (San Lorenzo), cuadro restaurado por Monuments Historiques (Arlés, iglesia de san Cesario[1])
- "Cupido y Psique" (Ciudad de México, Museo Soumaya)
- Magdalena penitente (atribución, Museo del Prado, Madrid)[2]

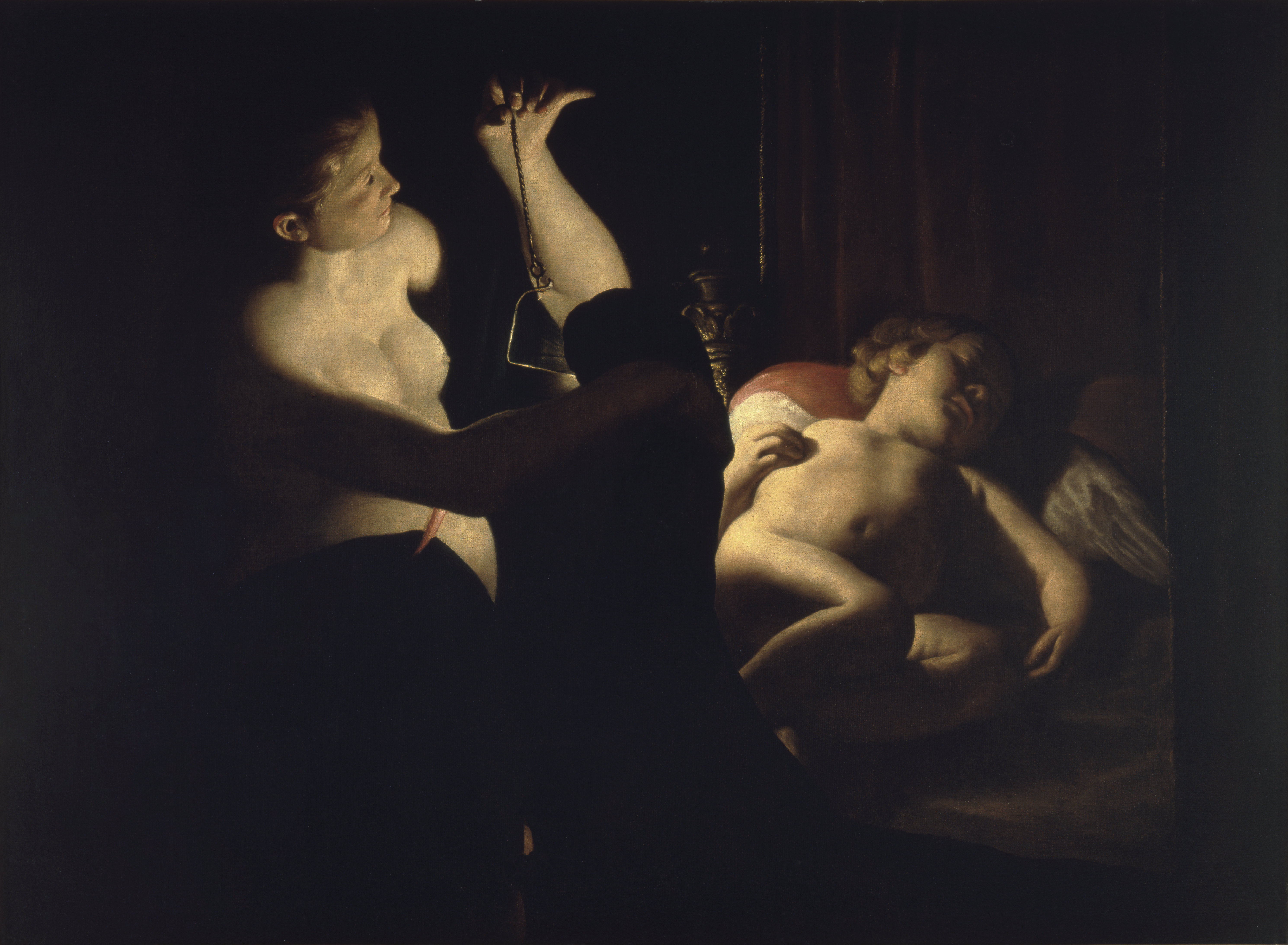
Cupido y Psique, Museo Soumaya, Ciudad de México.